# 興城市
興城市（こうじょう-し）は中華人民共和国遼寧省葫芦島市に位置する県級市。

## 歴史
遼代に設置された興城県を前身とする。元代は廃止されたが、明代になると遼東都指揮使司の下に寧遠衛が設置され、山海関の外郭で辺境守備の要衝とされた。明末には薊遼総督であった袁崇煥が城壁を築いて紅夷砲（ポルトガル製の大砲）を据え付け後金に備えた。1626年（天啓6年）正月、明軍は攻め寄せてきたヌルハチの軍を破り（寧遠の戦い）、ヌルハチ自身はこの戦いで紅夷砲による負傷が原因でまもなく死亡している。
清代には寧遠州と改称、中華民国が成立すると1913年（民国2年）に寧遠県とされたが、重複県名が存在したことから翌1914年1月に興城県に改称された。1986年12月に興城市に昇格し現在に至る。

### 寧遠州城
興城市の中心には明清代の「寧遠州城」が残されている。外城は現存しないが内城は修復され現在でも使用されており、保存状態が良好な明代の城郭都市の一つである。現存する内城はほぼ正方形で、南北825.5m、東西803.7m、高さ10.1mの城壁に囲まれている。城は4つの門（東門・春和門、西門・永寧門、南門・延輝門、北門・威遠門）があり、各門は半円形の甕城で守られ上に二層の楼閣がある。城郭の四隅には砲台が置かれ、城内には十字型に大通りが走る。十字路の中央には三層で高さ17mの鼓楼があり、普段は時を知らせ、戦時には進軍の太鼓を打ち鳴らした。

## 観光
1988年、市内の「興城海浜風景名勝区」は中華人民共和国国家級風景名勝区に認定された。区域は興城古城、興城温泉、興城海水浴場、首山と菊花島の5つの観光区域からなる。

## 行政区画
9街道弁事処、3鎮、4民族鎮、12民族郷を管轄する。
- 街道弁事所：古城街道、寧遠街道、城東街道、温泉街道、釣魚台街道、華山街道、四家屯街道、菊花街道、臨海街道
- 鎮：曹荘鎮、紅崖子鎮、徐大堡鎮
- 民族鎮：沙後所満族鎮、東辛荘満族鎮、郭家満族鎮、高家嶺満族鎮
- 民族郷：羊安満族郷、元台子満族郷、白塔満族郷、望海満族郷、劉台子満族郷、大寨満族郷、南大山満族郷、囲屏満族郷、鹸廠満族郷、三道溝満族郷、旧門満族郷、薬王満族郷

## 交通

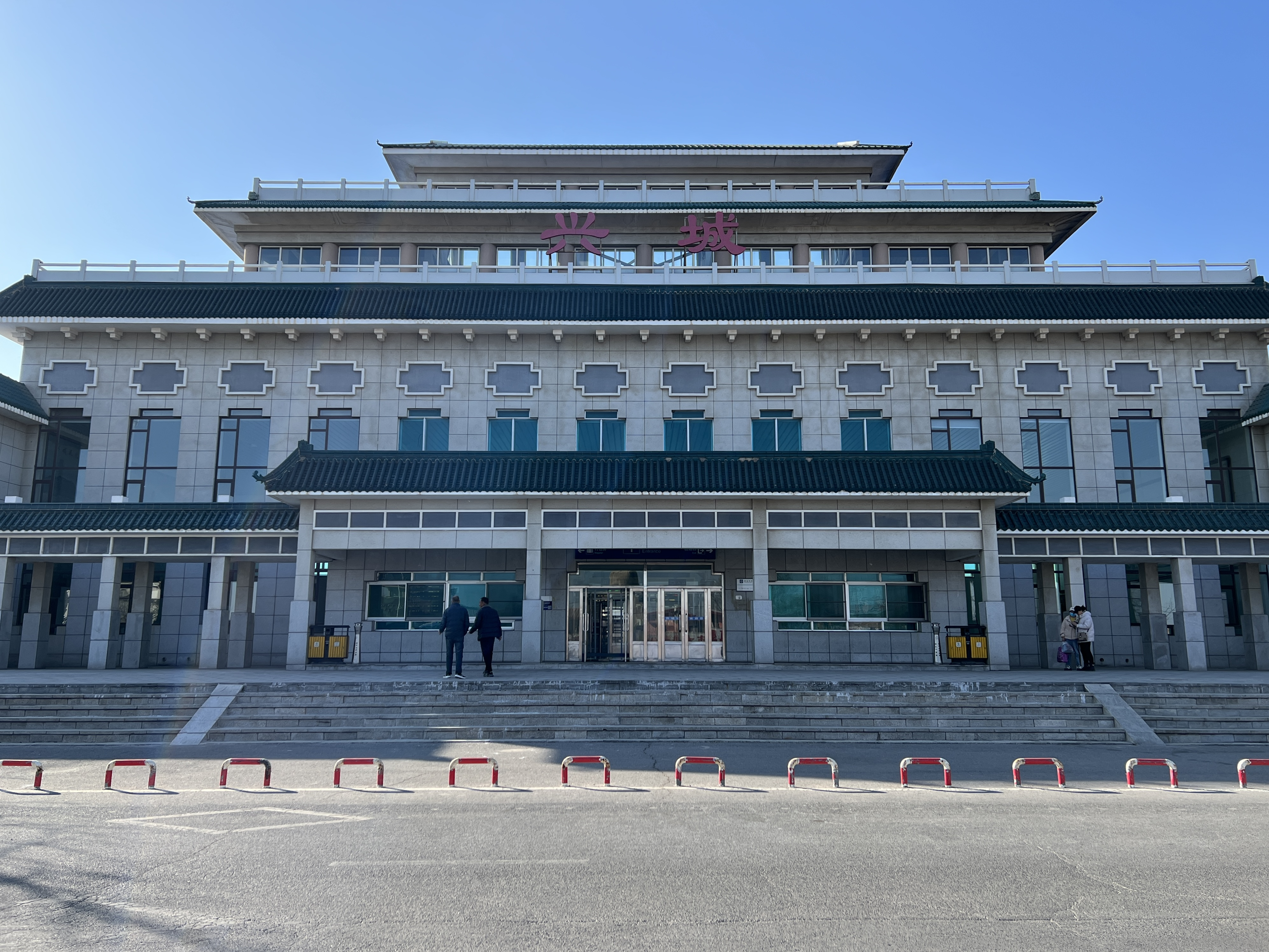
興城駅

### 鉄道
- 中国国家鉄路集団
  - 京哈線
    - 興城西駅

  - 瀋山線
    - 興城駅

### 道路
- 高速道路
  -  京哈高速道路
  -  興建高速道路（中国語版）
- 国道
  -  G102国道
  -  G228国道